# Niphargus pectinicauda
Niphargus pectinicauda is een vlokreeftensoort uit de familie van de Niphargidae. De wetenschappelijke naam van de soort is voor het eerst geldig gepubliceerd in 1971 door Sket.